# Union Populaire pour la Liberation de Guadeloupe

Bandera de l'UPLG, inspirada en la surinamesa

La Union Populaire pour la Liberation de Guadeloupe (UPLG) és un partit polític de l'illa de Guadeloupe fundat el 1978 per Lucien Perrutin com a evolució del Groupe d'Organisation Nationale de la Guadeloupe (GONG), reclama la total independència de l'arxipèlag dins un sistema de caràcter socialista.
El 13 de desembre del 1981 es va constituir en un Mouvement pour l'Unification des Forces de Liberation nationale de la Guadeloupe (MUFLNG), que volia agrupar les forces sindicals i independentistes d'esquerres. El sis de gener del 1982 el MUFLNG es manifestà en una roda de premsa contra la llei de descentralització i anuncia una oposició activa contra el "colonialisme francès". Així s'uniria a una iniciativa del Moviment Independentista Martiniquès (MIM) i del Front Nacional d'Alliberament de la Guaiana (FNLG), per tal d'unir forces en la causa comuna contra el colonialisme francès. Apareix així l'Alliance Revolutionnaire Caraïbe (ARC), dirigida per Luc Reinette, qui entre el març i el novembre del 1983 va organitzar atemptats terroristes fins al 1989, malgrat la detenció de Reinette el 1984.
L'abril del 1989 l'UPLG abandonà la lluita armada i apostà per la campanya d'agitació política, de manera que organitzà protestes a Port-Louis demanant l'alliberament dels presos polítics, provocant violents enfrontaments amb la policia. Així aconseguiren una amnistia del govern francès el juliol del 1989.
El març del 1990 el nou cap de l'UPLG, Claude Makouké, anuncia que es presentarà a les eleccions i sol·licitarà per a l'illa l'estatut d'Estat Associat, com a pas previ per a la independència. Va obtenir dos escons i el 5,49% dels vots.